# Giuseppe Belotti
Giuseppe Belotti (Trescore Balneario, 16 luglio 1908 – Bergamo, 16 luglio 2005) è stato un editore e politico italiano. Ufficiale combattente in Albania, al rientro dal fronte è stato uno tra gli organizzatori della resistenza nella Bergamasca cui ha dedicato studi e scritti. Deputato e senatore della Repubblica nelle file della Democrazia Cristiana, dall'Assemblea Costituente fino alla IV legislatura, ha ricoperto il ruolo di Sottosegretario di Stato al Tesoro nel I e nel II Governo Moro.